# Jels Midtsø
Jels Midtsø  er den midterste af Jels Søerne, og ligger mellem Jels Nedersø mod syd og Oversø der ligger øst for søens nordende. Den ligger nord for byen Jels  i Vejen Kommune godt   20 km nordvest for Haderslev. Ved søens vestbred ligger Jels Voldsted.
Midtsø har et areal på 25 hektar har en middeldybde på 4,1 meter og en maksimal dybde på 7 meter. Søen ligger fuldstændig omkranset af skovene Klaskeroj Skov, Jels Nederskov og Barsbøl Skov.
Ved Jels Søerne og deres nærmeste omgivelser blev et område på i alt 100 hektar fredet i 1960, for at sikre at der ikke bliver bygget mere langs søbredderne, og at der tages hensyn til de rekreative interesser.  En del af skovene ved søerne  er udlagt som urørt skov eller drives ved plukhugst.